# Tetrastigma formosanum
Tetrastigma formosanum är en vinväxtart som först beskrevs av William Botting Hemsley, och fick sitt nu gällande namn av François Gagnepain. Tetrastigma formosanum ingår i släktet Tetrastigma och familjen vinväxter. Inga underarter finns listade i Catalogue of Life.